# Aeroportul Internațional Pinto Martins – Fortaleza
Aeroportul Internațional Pinto Martins – Fortaleza (IATA: FOR, ICAO: SBFZ) este un aeroport din Fortaleza, Ceará, Brazilia ce deservește zona Fortaleza. Aeroportul a fost tranzitat în 2022 de 5.747.777 de pasageri. A fost deschis în 1966 și numit după zona deservită.
Situat la o altitudine de 25 m, aeroportul dispune de 1 pistă. Este operat de Q47440668⁠(d).

## Infrastructură

### Piste
Aeroportul dispune de o singură pistă. Pista 13/31 are suprafața de asfalt și dimensiunile 2.755 m × 45 m. 